# Rhododendron heterolepis
Rhododendron heterolepis är en ljungväxtart som beskrevs av Danet. Rhododendron heterolepis ingår i släktet rododendron, och familjen ljungväxter. Inga underarter finns listade i Catalogue of Life.